# Aspidoscelis dixoni
Cnemidophorus dixoni là một loài thằn lằn trong họ Teiidae. Loài này được Scudday mô tả khoa học đầu tiên năm 1973.